# Premio UEFA al Mejor Jugador en Europa 2011

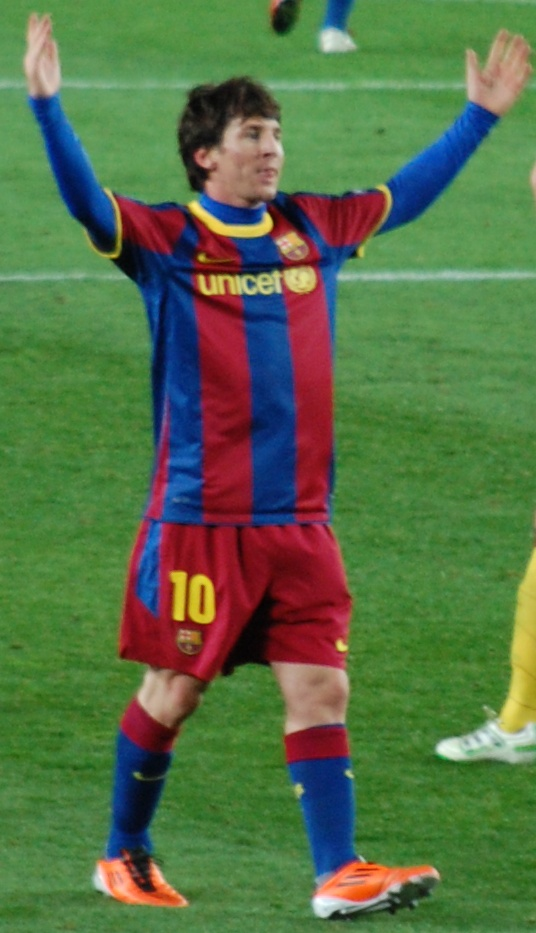
Lionel Messi

El Premio UEFA al Mejor Jugador en Europa 2011 fue un galardón otorgado por la Unión de Asociaciones de Fútbol Europea (UEFA) al mejor futbolista europeo de la temporada. La distinción se entregó en la ciudad de Mónaco, Francia, el 25 de agosto de 2011. El ganador de la primera edición fue el argentino Lionel Messi, con un total de 39 votos, seguido por su compañero Xavi Hernández, con 11 votos y el tercer lugar fue ocupado por el portugués Cristiano Ronaldo, con 3 votos. 
La votación se realizó por parte de 53 periodistas especializados en fútbol, los cuales votaron en directo. El premio fue entregado por el presidente de la UEFA, Michel Platini.

## Palmarés completo de ganadores y finalistas

### Finalistas
| Posición | Futbolista        | Club              | Puntos |
| -------- | ----------------- | ----------------- | ------ |
| 1        | Lionel Messi      | F. C. Barcelona   | 39     |
| 2        | Xavi Hernández    | F. C. Barcelona   | 11     |
| 3        | Cristiano Ronaldo | Real Madrid C. F. | 3      |

### Preseleccionados
| Posición | Futbolista         | Club                    | Puntos |
| -------- | ------------------ | ----------------------- | ------ |
| 4        | Andrés Iniesta     | F. C. Barcelona         | 33     |
| 5        | Radamel Falcao     | F. C. Porto             | 17     |
| 6        | Wayne Rooney       | Manchester United F. C. | 15     |
| 7        | Nemanja Vidić      | Manchester United F. C. | 5      |
| 8        | Zlatan Ibrahimović | A. C. Milan             | 4      |
| 8        | Gerard Piqué       | F. C. Barcelona         | 4      |
| 10       | Manuel Neuer       | F. C. Schalke 04        | 3      |

| Predecesor: creado | Premio al Mejor Jugador de Europa de la UEFA 2011 | Sucesor: 2012 |